# Scalopus aquaticus
Scalopus aquaticus е вид бозайник от семейство Къртицови (Talpidae), единствен представител на род Scalopus.

## Разпространение
Видът е разпространен в Канада (Онтарио), Мексико и САЩ.